# Cobitis phrygica
 Cobitis phrygica és una espècie de peix de la família dels cobítids i de l'ordre dels cipriniformes. Es troba en la zona occidental de llacs de l'Anatòlia central, a Turquia, en deus i rierols de les conques dels llacs Aci, Burdur, Salda i Sögüt, així com al drenatge superior del Dalaman. També es troba a Aksu.
Viu a les aigües de deus i rierols, en llits amb sorra o llim, sovint amb densa vegetació submergida. Es veu amenaçada degut a l'assecament dels llocs on viu, causat per l'acció humana.